# For A Lonely Heart
『For A Lonely Heart』（フォー ア ロンリー ハート）は、日本のロックバンド・FIVE NEW OLDが2018年9月19日にトイズファクトリーから発売した、メジャー2作目、通算4作目のEPである。

## 概要
前作『BY YOUR SIDE EP』より1年3ヶ月ぶりのEP。SHUN (Ba)が加入し現体制になってから初のリリース。
今作には新曲3曲に加え、4月14日に渋谷WWWで行われた「Too Much Is Never Enough Tour」より「Gold Plate」「Liberty」「Halfway Home」のライヴ音源を収録している。
タイトルの「For A Lonely Heart」は、『孤独を知れば、自分が自分を孤独だと思い込んでいただけで、本当は独りぼっちでは無いと気づくはず。ネットワーク上に溢れた希薄な人間関係や承認欲求では満たす事の出来ない、貴方だけの人生の醍醐味を探そう』というメッセージを込めたもの。これは前作アルバム『Too Much Is Never Enough』="ありすぎてもまだ足りない"に込めた『物が溢れる世界の中で、大切なものを見極めて選びとろう』という想いの先に芽生えたメッセージとなっている。
ジャケットの4本の線は、4人のメンバーを表している。
レコーディング／ミックスエンジニアに渡辺敏広、マスタリングはイギリス・Metropolis MasteringのJohn Davisが手がけた
。
音質へのこだわりからアナログテープを通してミックスする手法をとっており、「Gotta Find A Light」「Youth」「Melt」を収録した10inchアナログも同時リリースした。
今作を引っ提げて初のワンマンツアー「ONE MORE DRIP」が開催された。

## 収録楽曲
1. Gotta Find A Light [3:22]
作詞：Hiroshi Nakahara
作曲：FIVE NEW OLD
編曲：FIVE NEW OLD
  - 2018年9月5日に先行配信された[8][9]。
  - フィーチャリング曲を除くと、初めて歌詞に日本語のフレーズが入った[10]。
2. Youth [3:17]
作詞：Hiroshi Nakahara
作曲：FIVE NEW OLD
編曲：FIVE NEW OLD
3. Melt [4:19]
作詞：Hiroshi Nakahara
作曲：FIVE NEW OLD
編曲：FIVE NEW OLD
4. Gold Plate ("Too Much Is Never Enough Tour" at SHIBUYA WWW / 2018.4.14) [6:41]
5. Liberty ("Too Much Is Never Enough Tour" at SHIBUYA WWW / 2018.4.14) [6:04]
6. Halfway Home ("Too Much Is Never Enough Tour" at SHIBUYA WWW / 2018.4.14) [3:46]

## 参加ミュージシャン
FIVE NEW OLD
- HIROSHI（ボーカル・ギター）
- WATARU（ギター・キーボード）
- SHUN（ベース）
- HAYATO（ドラムス）